# Моубрей, Джон, 4-й барон Моубрей
Сэр Джон де Моубрей (англ. Sir John de Mowbray; 24 июня 1340, Эпуэрт, Линкольншир, Королевство Англия — 17 июня 1368, близ Константинополя, Византийская империя) — английский аристократ из рода Моубреев, барон Сегрейв с 1353 года (по жене), 4-й барон Моубрей с 1361 года. Участвовал в Столетней войне, погиб во время путешествия в Иерусалим.

## Биография
Джон был единственным сыном 3-го барона Моубрея того же имени и Джоан Ланкастерской. Он принадлежал к знатному англонормандскому роду, основатель которого был соратником Вильгельма Завоевателя; Моубреи владели обширными землями (главным образом в Линкольншире), а с 1295 года носили баронский титул. По матери Джон происходил от ланкастерской ветви Плантагенетов и был праправнуком короля Генриха III. Кроме него, в семье родились две дочери, Бланка и Элеанор.
Сын 3-го барона Моубрея появился на свет 24 июня 1340 года в Эпуэрте в Линкольншире. Уже через три года было заключено соглашение о браке мальчика и одной из его сестёр, Бланки, с Элис Монтегю и Эдуардом Монтегю соответственно; это были дети Элис Норфолкской — младшей из дочерей Томаса Бразертона, графа Норфолка, и внучки короля Эдуарда I. Запланированный брак не состоялся. Вместо этого примерно в 1349 году Джон и Бланка Моубреи сочетались браком с детьми старшей дочери Томаса Бразертона, Маргарет. Женой Джона стала Элизабет Сегрейв, мужем Бланки стал Джон Сегрейв. Ввиду близкого родства между новобрачными понадобилось разрешение на брак, и его выхлопотал у папы римского дядя Джона Генри Гросмонт, сославшись на необходимость предотвращения раздоров между двумя семьями.
Единственный брат Элизабет умер ещё при жизни отца, так что в 1353 году она стала 5-й баронессой Сегрейв в своём праве (suo jure) и главной наследницей своей матери. Со временем Моубреи получили благодаря этому обширные владения Томаса Бразертона, принадлежавшие когда-то роду Биго, титулы графа и герцога Норфолка, почётную придворную должность графа-маршала. Однако всё это произошло уже после смерти Джона, так как тёща, сохранившая за собой существенную часть наследства, пережила его на тридцать лет. После смерти отца в 1361 году Джон унаследовал баронский титул и земельные владения, за которые принёс вассальную присягу королю 14 ноября того же года. Однако он получил не все земли: часть поместий досталась его мачехе Элизабет де Вер в качестве «вдовьей доли». Позже Моубрей привлёк мачеху к суду, обвинив её в растрате семейного имущества, и добился выплаты возмещения в почти тысячу фунтов. Известно, что в 1369 году Элизабет и её новый муж, сэр Уильям Коссингтон, оказались во Флитской тюрьме из-за долгов; возможно, это было связано с иском Моубрея. Доходы барона к концу его жизни, судя по документам 1367 года, составляли почти 800 фунтов в год.
Военная служба для Джона началась в 1355 году, когда ему было пятнадцать лет. Вместе с двадцатью шестью другими аристократами Моубрей был посвящён королём Эдуардом III в рыцари в июле 1355 года в Даунсе (Кент), накануне высадки во Франции. В 1356 году он нёс военную службу в Бретани, где шла война между двумя претендентами на герцогскую корону; одного поддерживала Англия, другого — Франция. В период с 14 августа 1362 года — по 20 января 1366 Моубрея регулярно вызывали в парламент как барона. В 1368 году он отправился в Святую землю, но был убит турками недалеко от Константинополя. Барона похоронили в одном из монастырей Галаты; спустя 30 лет по распоряжению его сына Томаса останки выкопали и привезли в Англию, чтобы положить их в родовой гробнице в Аксхольме (Линкольншир).

## Семья
Джон де Моубрей был женат, согласно папской диспенсации, датированной 25 марта 1349 года, на Элизабет Сегрейв, дочери и наследнице Джона Сегрейва, 4-го барона Сегрейва, и Маргарет, 1-й герцогини Норфолк. В этом браке родились пять детей, двое сыновей и три дочери:
- Джон Моубрей (1365 — до 12 февраля 1383), 5-й барон Моубрей и 6-й барон Сегрейв с 1368 года, 1-й граф Ноттингем с 1377 года;
- Томас де Моубрей (1366—1399), 6-й барон Моубрей и 7-й барон Сегрейв после смерти брата, 1-й граф Ноттингем с 1386 года, 1-й герцог Норфолк с 1398;
- Элеанор де Моубрей (1364—1417), жена Джона Уэллса, 5-го барона Уэллса;
- Маргарет де Моубрей (умерла до 1401 года), жена сэра Реджинальда Люси
- Джоан де Моубрей (около 1363 — после 1402), жена 1) сэра Томаса Грея, 2) сэра Томаса Тунсталла. В числе её детей от первого брака был Джон Грей, 1-й граф Танкервиль[14].

Элизабет умерла в 1368 году, примерно на месяц раньше мужа.